# Culinária do Chile

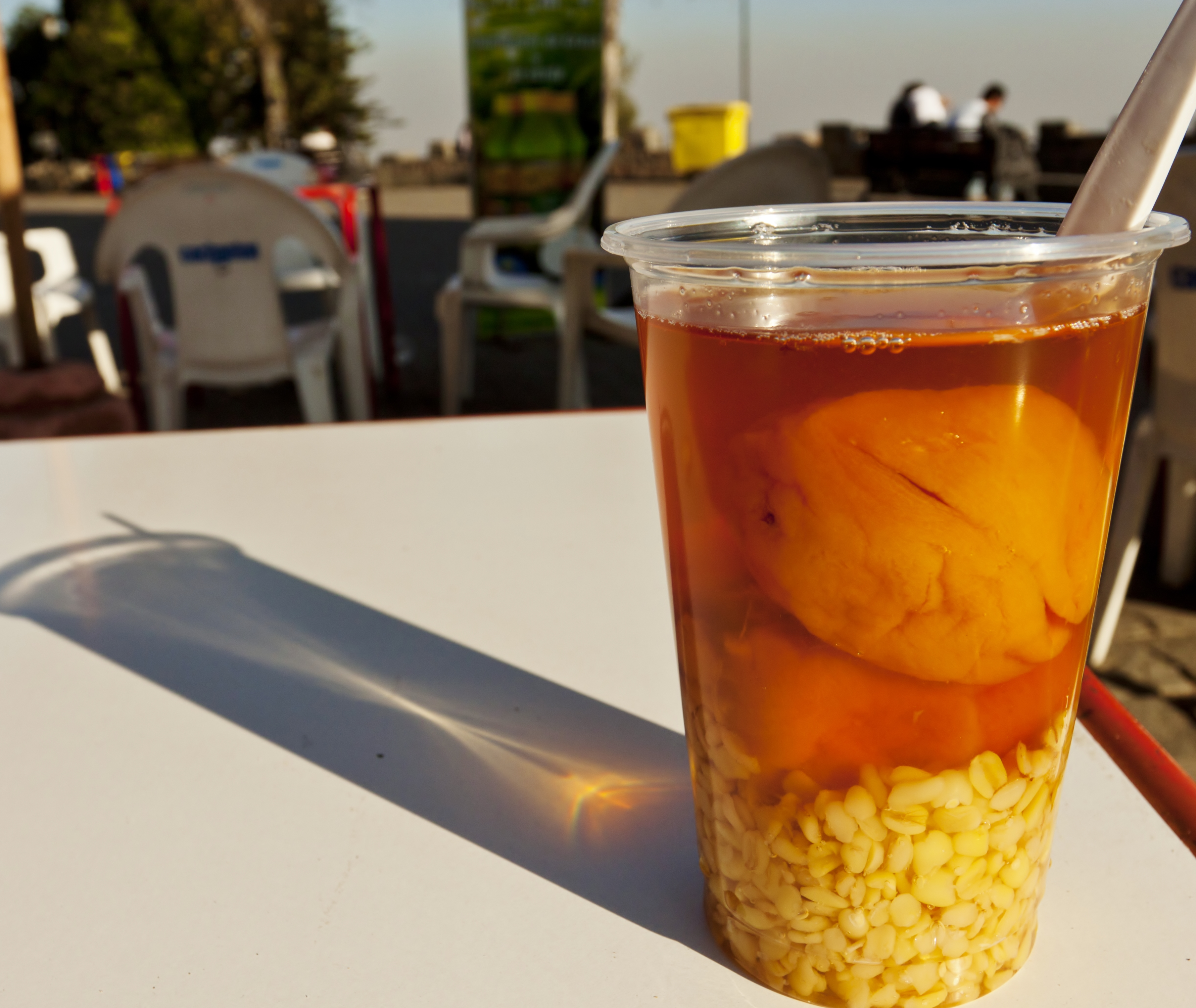
Mote con huesillo

A gastronomia chilena deriva principalmente da combinação da cozinha tradicional espanhola, da cultura indígena mapuche chilena e ingredientes locais, com influências posteriores importantes de outras cozinhas europeias, particularmente da Alemanha, Itália, Reino Unido e França. A tradição alimentar e as receitas no Chile são notáveis pela variedade de sabores e ingredientes, com a diversificada geografia e clima do país abrigando uma grande variedade de produtos agrícolas, frutas e vegetais. O longo litoral e a relação dos povos com o Oceano Pacífico acrescentam uma imensa variedade de frutos do mar à culinária chilena, sendo que as águas do país abrigam espécies únicas de peixes, moluscos, crustáceos e algas, graças à água rica em oxigênio que é transportada pela corrente de Humboldt. O Chile também é um dos maiores produtores mundiais de vinho e muitas receitas chilenas são aprimoradas e acompanhadas por vinhos locais. A culinária chilena também compartilha algumas semelhanças com a mediterrânea, já que a região matorral, que se estende de 32° a 37° ao sul, é uma das cinco zonas de clima mediterrâneo do mundo.

## História
Com a chegada dos conquistadores espanhóis liderados por Pedro de Valdivia em 1540 vieram alguns dos produtos que se tornariam a base da culinária chilena - trigo, porcos, ovelhas, gado, galinhas e vinho - enquanto os povos nativos contribuíam com batata, milho, feijão, e frutos do mar. Várias combinações desses ingredientes básicos formam a base da maioria dos pratos chilenos característicos. Após o estabelecimento da colônia, tornaram-se populares produtos e pratos como chuchoca (milho seco grosseiramente moído), Humitas, Locro e algas como Cochayuyo e Luche servidas com ovos cozidos. As refeições nos tempos coloniais tendiam a ser pesadas e ricas. O almoço era sempre maior do que o jantar, começando com um prato chamado “De Residencia” de peixe, carne ou frango, seguido de um guisado de “Guiso” com Choclo (milho doce fresco) e batata. Acompanhavam as refeições 3 tipos de pão: Tortilla de rescoldo, Pão Espanhol (feito com massa gordurosa) e Pão Chileno (plano e crocante). O almoço e o jantar terminaram com infusões de ervas, geralmente Paico para ajudar na digestão, e finalmente frutas para a sobremesa, principalmente morangos e Lucumas.
No século XVII, a confeitaria foi popularizada pelas freiras que usavam o forno nos conventos. Um ditado popular chileno, “tiene mano de monja” (“tem as mãos de uma freira”), vem desse período e se refere a alguém que é realmente bom na panificação ou na cozinha em geral. As receitas de confeitaria das freiras rapidamente se tornaram populares entre o resto da população chilena. Durante o mesmo período, gansos e perus chegaram ao Chile vindos do México, e melões e melancias vieram da Jamaica. Durante o século XVIII, a culinária chilena começou a se sofisticar, principalmente entre a aristocracia. Chá e café começaram a substituir o Mate, o vinho chileno se popularizou e as pessoas começaram a beber chicha, um vinho doce e destilado feito de uvas ou maçãs fermentadas.
Durante os primeiros anos da independência chilena, a chamada Patria Vieja, os chilenos festejavam com empanadas, chicha e vinho tinto, que ainda hoje é tradicional nas comemorações anuais da independência.

### Imigração para o Chile
Durante o século XIX, o Chile começou a formar sua própria identidade e a comida passou a fazer parte dela. A imigração, que havia sido limitada e acidental no início da jovem república, agora era ativamente incentivada pelo governo chileno entre o final do século XIX e o início do século XX. A variedade da produção aumentou com a chegada de imigrantes alemães ao sul do país, que tiveram forte influência na culinária chilena até hoje. Trouxeram com eles pratos de porco, salsichas e doces. Hoje, berlinenses e kuchens são comuns em padarias de todo o Chile. Os imigrantes italianos contribuíram com massas e produtos de carne, e em cidades como Capitán Pastene, no sul do Chile, eles ainda preparam o Prosciutto da mesma forma que os primeiros imigrantes italianos.
No século XX, a cultura francesa teve forte influência no Chile, inclusive em sua culinária: A gastronomia e as técnicas francesas influenciaram a preparação da comida, chegando a substituir alguns pratos, como por exemplo a tortilha espanhola, que foi substituída pela omelete. Junto com italianos, alemães e franceses vieram croatas, gregos, palestinos, belgas e bascos. No século XXI, o Chile é um país moderno e próspero com forte crescimento econômico, trazendo maior renda disponível e o consequente desenvolvimento de uma rica indústria gastronômica.
Em certa medida, o consumo de alimentos está relacionado ao blanqueamiento ou clareamento. Por exemplo, em Osorno, cidade chilena de forte herança alemã, o consumo de sobremesas, marmeladas e kuchens embranquece os habitantes da cidade. Enquanto pratos indígenas e crus como o ñachi são associados à masculinidade, a culinária europeia e especialmente as sobremesas são consideradas femininas.

## Principais safras e produtos
A agricultura no Chile abrange uma ampla gama de atividades e produtos diferentes, devido à geografia, clima e geologia únicos. Historicamente, a agricultura foi uma das bases da economia do Chile; agora, no entanto, a agricultura e setores relacionados, como silvicultura, exploração madeireira e pesca, representam apenas cerca de 4,9% do PIB. Os principais produtos agrícolas do Chile incluem uvas, maçãs, peras, cebolas, trigo, milho, aveia, pêssegos, alho, aspargos, feijão, carne bovina, aves, lã, peixe e madeira. Esses e muitos outros produtos agrícolas encontraram seu lugar em muitas receitas chilenas.

### Colheitas americanas
- Cherimoya ou Chirimoya: esta fruta nativa das regiões subtropicais da Cordilheira dos Andes peruanos é amplamente consumida e produzida.
- Milho: conhecido no Chile e no Peru como choclo e em alguns países de língua inglesa como milho, foi a dieta básica que prosperou nos impérios maias, astecas e incas. Também era cultivada com técnicas variadas pelo povo atacameño do norte do Chile. Por meio do comércio e das viagens, o milho foi trazido e eventualmente adotado pelos Mapuche, que começaram a usá-lo em seus próprios preparativos. O choclo chileno é uma variedade de milho diferente da conhecida em outros lugares. É originário do Peru e se distingue por seus grãos muito grandes, que são mais duros que o milho norte-americano, e seu sabor salgado, um tanto quanto a noz.
- Lúcuma: Fruta subtropical de origem andina peruana, nativa do Peru, a lúcuma é cultivada no sul do Equador e na costa norte do Chile. A fruta é muito nutritiva, possuindo altos teores de caroteno e vitamina B 3. Lúcuma é exportada para todo o mundo e é um sabor popular para sobremesas e sorvetes.
- Murta ou Murtilla: um arbusto endêmico nativo do sul do Chile. O nome Mapuche é uñi, e os nomes espanhóis incluem Murta e Murtilla (“pequena murta”); também é conhecido como “goiaba chilena”. Foi usado pelos Mapuche antes da chegada dos espanhóis. É utilizado na preparação de compotas e licores.
- Batata: Muito presente em pratos como a cazuela, a batata tem dois centros de origem, a saber, o sul dos Andes peruanos (indígena Solanum) e o arquipélago Chiloé (Solanum tuberosum).[6]  É um produto fundamental em uma ampla variedade de pratos.
- Quinoa: aultivada principalmente como cultivo por suas sementes comestíveis, a quinoa se originou na região andina peruana da América do Sul, onde tem sido um alimento importante por 6.000 anos. Variedades de quinoa são cultivadas em Concepción e Temuco.
- Nalca ou Pangue: O ruibarbo chileno é uma espécie de planta nativa do sul do Chile. Suas folhas são utilizadas no preparo do curanto e os caules em saladas, como frutas ou em conservas.
- Abacate: a palta, como é chamada no Chile, é consumida desde os tempos pré-hispânicos. O abacate é originário do México e do Peru. A variedade chilena é chamada Negra de la Cruz (“La Cruz Black”) em homenagem à cidade de La Cruz na região de Valparaíso, a principal produtora; também é chamado de Prada ou Vicencio.
- Aji Verde (Chilli Verde): Uma das variedades mais comuns no Chile; denominado chile verde porque é consumido antes de sua maturação.

### Colheitas do velho mundo
- Alcachofra
- Alho
- Limão
- Alface
- Azeitonas: Embora originárias da Europa, as azeitonas de Azapa em Arica, são consideradas uma variedade própria, típica da região seca do norte, e são amplamente reconhecidas no Chile.
- Cebola
- Marmelo
- Trigo

### Peixe e frutos do mar
Uma característica da culinária chilena é a variedade e qualidade dos peixes e frutos do mar, devido à localização geográfica e também ao extenso litoral. A corrente de Humboldt traz um suprimento de frutos do mar que se concentra ao longo da costa do Pacífico, porém perpendicular às águas chilenas. Esses incluem:

#### Peixe
- Linguados (Solecane *use)
- Albacore
- Bacalhau (Bacalao)
- Hake (Merluza)
- Sciaenidae (Corvina)
- Salmão
- Atum
- Jurel
- Reineta (Brama australis)
- Congrio
- Merluza Negra (Lubina)
- Peixe-Espada (albacora)

#### Frutos do mar
- Abalone
- Macha, similar a Ensis macha, é um tipo de lingueirão
- Camarão
- choros (mejillones, em outros países falantes de língua espanhola)
- Lingueirão
- Centolla Chilena ou Caranguejo-real-austral
- crab (Jaiba)
- Ostra
- Lagosta
- Langosta de Juan Fernández
- Locos
- Picorocos
- Pyura chilensis (Piure)
- Lula (Jibia)
- Ouriço (Erizo)

## Culinária do norte
A culinária do norte é fortemente influenciada pelas culturas andinas Aymara e Atacameño, e também pelo povo Chango da costa. A dieta do norte é tradicionalmente rica em proteínas. O uso de tubérculos como o Apilla ou Oca é comum e o Ulluco é comum, embora estes sejam praticamente desconhecidos na culinária do centro e do sul do Chile. A culinária tradicional do norte do Chile também inclui o uso de carnes de camelídeos, como lhama e alpaca. Pratos como o Chairo são preparados há séculos pelas culturas andinas, embora não sejam tão comuns hoje em dia entre a população do norte do Chile e sejam quase desconhecidos no resto do Chile.

### Receitas da região norte do Chile
- Chicharrón de papa: Pedaços de carne e gordura de lhama e cordeiro, cozidos e fritos. Servido com batatas, salada ou consumido como lanche por fazendeiros e camponeses.
- Guatitas: Um ensopado de estômago de vaca (guatita significa “barriga”).
- Chairo: Um guisado de lhama altiplânica, um dos menos conhecidos no resto do Chile.
- Charqui: Carne seca e salgada, originalmente lhama.
- Carapulcra: Sopa picante, com batata, milho e carnes variadas.
- Tortilla de mariscos: Uma espécie de omelete de ovos batidos fritos com marisco e chouriço, semelhante à tortilha de camarão espanhola.
- Machas a la parmesana: Tipo de crustáceo semelhante ao lingueirão que se cozinha no forno com pedacinhos de queijo parmesão e outros condimentos. É frequentemente consumido como aperitivo.
- Conchas de camarones: Camarões, alho-poró e queijo, leite e outros ingredientes formam uma mistura que é servida em conchas de ostra.
- Erizos com salsa verde: O ouriço-do-mar é muito abundante nos mares chilenos, mas sua extração é limitada pelo governo a apenas algumas épocas do ano. Costuma ser comido cru com um pouco de limão, coentro ou salsa e cebola, como aperitivo.
- Caldillo de congrio: Um ensopado de peixe congro e vegetais, comumente encontrado em todo o país.
- Picante (de conejo, estômago de vaca ou frango): Prato apimentado de vegetais fritos e cozidos com carne de coelho, frango ou estômago de vaca. Batatas esmagadas à mão são adicionadas no final.
- Plateada con Quinua: Literalmente “banhado a prata”. Um corte de carne de bovino conhecido em inglês como “Rib Cap” é cozinhado com quinoa, cebola, alho e vinho branco.
- Cazuela marina: Um ensopado de diferentes tipos de marisco, como lingueirão, ostras e camarão, semelhante ao Paila Marina mas com mais legumes.
- Estofado de cordero: Ensopado de Cordeiro.
- Ensalada chilena nortina: cebolas e tomates preparados a la Julienne. É semelhante à ensalada chilena básica com a adição de queijo de cabra e azeitonas.
- Ensalada de Quinoa: Salada de quinoa composta também por vegetais.
- Timbal de quinoa: Uma mistura de quinoa, abacate e outros ingredientes; servido em forma de tambor de timbal.
- Risoto de quinua e pimientos amarillos: Risoto de quinoa com pimentão amarelo.
- Sango: Espécie de pão feito com farinha de trigo cozida com azeite e sal; servido com Chicharrones

## Gastronomia do Vale Central e Litoral
A gastronomia do vale central e da costa foi influenciada pelas tradições dos povos nativos e imigrantes europeus, em particular aqueles que chegaram durante a segunda metade do século XIX, tendo na vida no campo e na agricultura as influências mais importantes. No passado, a agricultura era um aspecto muito importante da economia e o Fundo (fazenda) era o centro da vida cotidiana. As tradições do campo ainda sobrevivem e a comida é um bom exemplo disso.

### Pratos das regiões centrais do Chile
- Locos con mayonesa (“Locos com maionese”), geralmente acompanhados com salada de alface e batata.
- Palta reina: Abacate recheado com salada de frango, atum, camarão ou outros recheios.
- Tomates rellenos: Tomates recheados, geralmente recheados com milho doce, maionese e outros ingredientes.
- Pastel de choclo: uma torta em camadas, geralmente feita em um prato fundo ou um barro paila com carne picada no fundo preparado "al pino" (um guisado grosso de carne picada ou picada, cebola picada e temperos), frango, azeitonas e um ovo cozido, coberto com uma mistura de milho fresco moído e manjericão e assado no forno.
- Humita: semelhante aos tamale mexicanos, a humita é uma mistura de milho fresco e moído assado dentro de cascas de milho.
- Porotos granados: um guisado de feijão branco fresco, choclo moído e outros vegetais.
- Albóndigas al jugo: almôndegas com molho
- Cazuela de ave: como a cazuela normal, mas com frango em vez de carne bovina
- Empanada frita de queso: empanada recheada com queijo e depois frita.
- Pantruca: tipo de bolinho ou macarrão feito sem ovos, cortado em pedaços irregulares e posteriormente misturado com sopa de legumes ou caldo de carne.
- Charquican: um guisado de charqui (carne seca) ou carne normal, com batatas, milho e outros vegetais
- Jaibas rellenas: caranguejos recheados
- Pastel de jaiba: torta de caranguejo
- Tomaticán: um cozido de legumes espesso, semelhante ao Charquican, mas com tomates.
- Pastel de papa: uma torta feita em camadas, com carne picada no fundo e purê de batata por cima, semelhante à torta de casa de campo inglesa.
- Brochetas: uma variedade de anticucho ou kebab
- Pan de Pascua: semelhante a um doce pão-de-ló aromatizado com gengibre, canela, licor e mel. Geralmente contém frutas cristalizadas, passas, nozes e amêndoas.
- Pan amasado: um tipo de pão tradicional, que contém gordura animal. É amassado por muito tempo para obter um tipo de pão muito denso.
- Leche asada: Uma sobremesa de leite assada com caramelo, semelhante à panna cotta original feita com ovos em vez de gelatina, como é feita na maioria dos lugares hoje.

## Gastronomia do sul do Chile
A culinária do sul do Chile foi fortemente influenciada pela culinária mapuche e pela culinária chilota. São dois produtos que chamam a atenção especial: o condimento Merkén e o frango “Kollongka”, Araucana ou Mapuche, conhecidos por seus incomuns ovos verde-azulados. Outra grande influência na culinária do sul do Chile foi a imigração da Europa, particularmente a migração alemã do século XIX. Bolos e sobremesas alemãs tradicionais foram adotados em grande parte do Chile. Como no resto do país, os frutos do mar têm um lugar muito importante na dieta alimentar, mas devido às milhares de ilhas que compõem a região sul, o oceano tem uma relevância particular.

### Pratos do sul do Chile
- Merkén: um condimento tradicional Mapuche, feito com pimenta vermelha seca e defumada e coentro, moído até virar um pó fino. É utilizado para temperar todos os tipos de pratos.
- Araucana, Frango Kollongka ou Mapuche: Endêmica do sul do Chile, conhecida por seus ovos azul-claros / verdes.
- Caldillo de almejas: sopa de amêijoas[7]  (“caldillo” é uma sopa clara e fina).
- Chupe de locos: Um rico ensopado feito com o loco ou abalone chileno, servido com pão e assado em potes de barro ou “Paila de greda”
- Sopa de ostras
- Pastel de pescado: torta de peixe
- Arrollado de chancho e Arrollado de huaso: Rolinho de Porco e Chilli Roll.
- Asado de cordero: Churrasco de cordeiro.
- Asado al palo: Uma forma de assar ou assar carne em que o animal inteiro (geralmente um cordeiro) é colocado em um graveto próximo a um grande fogo de lenha e cozido por várias horas até ficar macio.
- Cancato: Um cozido de peixe, queijo, cebola e pimenta, temperado com limão e vinho.
- Cazuela chilota: A versão Chiloé da cazuela difere da cazuela tradicional porque o caldo é feito de choros (mexilhões chilenos) e cordeiro em vez de carne de vaca ou frango, dando-lhe um sabor bem distinto.
- Sopa chilota de pescado seco
- Curanto: Uma preparação tradicional onde frutos do mar e carnes são cozidos em um grande buraco no chão usando pedras aquecidas.
- Pulmay: Uma espécie de curanto, porém com o cozimento em uma caçarola grande, em vez de um buraco
- Chapalele: Um bolinho chileno feito de batata cozida e farinha de trigo.
- Crudos: Crudos (espanhol para “cru”) é um prato típico alemão-chileno semelhante a um steak tartare.
- Empanada: uma massa assada recheada com carne, cebola e outros condimentos. Também podem ser fritos ou ter diferentes recheios.
- Milcao: O prato é um tipo de panqueca de batata preparada com batata ralada crua e purê de batata cozido, misturado com outros ingredientes.
- Chochoca: Também conhecido como chochoyeco, trotroyeco ou trutru, este é um prato tradicional Chilote preparado com batatas espremidas cruas e purê de batata cozida ou farinha, preso a um poste e assado na lareira.
- Valdiviano: Um dos pratos mais antigos da culinária chilena e que leva o nome do conquistador Pedro de Valdivia, esta sopa feita de carne seca, cebola e batata foi um dos pratos comidos pelos conquistadores nas tropas espanholas.

Produtos de padaria, sobremesas e pães
- Brazo de Reina: um clássico Swiss Roll, geralmente recheado com geléia de morango, geléia de framboesa ou manjar (doce de leite chileno), e coberto com redemoinhos de chocolate ou açúcar de confeiteiro.
- Empanadas de manzana: uma massa assada recheada com maçãs assadas e canela.
- Kuchen: o tradicional bolo alemão da cidade de mesmo nome, recheado com frutas da estação, como morangos, amoras, damascos, ameixas, pêssegos, ruibarbo, etc.
- Murta con membrillo
- Tortilla de rescoldo
- Mazamorra de Manzana: angu de milho, leva maçã
- Sopaipillas: Uma massa frita. São duas versões: uma simples, que é feita com farinha branca, gordura animal e água, e outra que mistura purê de abóbora à massa. Em cada versão, a massa é formada em discos e depois frita. Pode ser consumida doce, com açúcar de confeiteiro ou molho de caramelo doce, ou ainda como petisco salgado, coberto com molho de pimenta ou mostarda.

Bebidas alcoólicas e não alcoólicas
- Chicha de manzana: Uma bebida de maçã fermentada, muito semelhante à cidra de maçã.
- Chicha de calafate: chicha feita com calafate, uma baga que só cresce na Patagônia Chilena e na Argentina
- Licor de oro
- Muday: bebida alcoólica feita de milho, trigo ou pinhão, a semente da araucária araucana.
- Murtado: feito conservando-se Ugni molinae (Murta) dentro de uma garrafa com aguardente por algumas semanas e depois misturando com calda.

## Outros pratos típicos chilenos

### Cozinha da Ilha de Páscoa ou Rapa Nui
A culinária da Ilha de Páscoa inclui pratos de extração chilena e polinésia. Inclui uma variedade de peixes muito mais ampla do que a culinária continental, e algumas frutas e tubérculos que não são possíveis de encontrar no Chile continental.
- Ceviche : Pode ser feito com leite de soja ou coco, ao contrário da tradicional versão continental; e com atum, Mata Huira, Toremo ou Kana-Kana.
- Po`e: Bolo de Banana ou Mandioca.
- Umu Rapa Nui: A versão do curanto na Ilha de Páscoa.

### Bebidas alcoólicas e não alcoólicas
A combinação única de geografia e clima do Chile o torna ideal para a viticultura. Esta tradição remonta ao século XVI e à chegada dos conquistadores espanhóis, e cresceu como indústria nas últimas décadas, tornando o Chile um dos maiores produtores de vinho do mundo. No entanto, o vinho não é a única bebida tradicionalmente produzida e consumida: as regiões do norte produzem aguardiente, uma destilaria de uva, o licor preferido de muitos chilenos, e as regiões do sul são conhecidas por suas cervejas de alta qualidade.
- Chicha: Vinho doce fermentado, geralmente feito de uvas, mas às vezes de maçãs. Normalmente bebido em torno das celebrações do dia da independência, em 18 de setembro.
- Chileno Aguardiente: Semelhante ao italiano grappa, feito por destilação de resíduos de uvas.
- Licor de oro (licor dourado): um licor destilado de uma mistura de aguardiente e leite fermentado.
- Cola de mono (literalmente, "rabo de macaco"): Feita e consumida em todo o Chile, esta é uma bebida tradicional chilena servida na época do Natal, muito parecida com a tradição de servir gemada durante o Natal na América do Norte. Sua textura e sabor são um tanto semelhantes a White Russian.
- Murtado: Licor baseado em Aguardiente e Ugni molinae.
- Fanschop: Um copo com metade cerveja e metade refrigerante de laranja.
- Jote: Vinho tinto com cola, popular entre os estudantes.
- Melon con Vino: Honeydew melon, chamado Melon Tuna no Chile, com a parte superior cortada e preenchida com gelo e vinho.
- Navegado: Vinho tinto quente com rodelas de laranja e açúcar, semelhante ao vinho quente.
- Pipeño ou Vino pipeño: Um tipo de vinho doce fermentado.
- Piscola: Pisco com cola e gelo.
- Ponche a la Romana: Champanhe com sorvete de abacaxi. Normalmente servido na véspera de Ano Novo.[9]
- Terremoto (Terremoto): Vino pipeño com sorvete de abacaxi servido em um copo de um litro. A próxima rodada geralmente contém a mesma bebida, embora apenas em um copo de meio litro. Isso é chamado de réplica (tremor posterior).
- Mango sour: uma mistura de aguardiente e suco de manga, semelhante ao pisco sour peruano
- Papaya sour: uma mistura de aguardiente e suco de mamão.
- Pajarete: originário da Espanha, um vinho doce e viscoso produzido na Região de Atacama e Região de Coquimbo.
- Té frío: Mais uma curiosidade do que uma bebida única. No mercado de Angelmo, Puerto Montt, numa época em que era proibido servir álcool, o vinho branco era servido em uma xícara de chá em vez de um copo para disfarçar o conteúdo proibido.
- Vaina Chilena: Um aperitivo contendo conhaque, vinho envelhecido, gema de ovo, canela e, às vezes, licor de cacau.

Bebidas não alcoólicas
- Leche con Plátano: Leite fresco misturado com banana e gelo.
- Leche con Lucuma: Leite fresco misturado com lucuma e gelo
- Mote con huesillo: Pêssegos secos cozidos e trigo descascado fresco cozido; tudo servido como bebida, mas também pode ser classificado como sobremesa.

### Sanduíches e fast food chileno
Apesar de se ter as grandes redes de fast food presentes em quase todos os países do mundo, o Chile possui seu próprio “fast food” tradicional. A tradicional empanada pode ser comida nas comemorações do dia da independência em setembro, ou como um almoço rápido. A versão chilena do cachorro-quente é mais complexa do que o cachorro-quente padrão norte-americano: além de mostarda e ketchup, pode ser coberto com purê de abacate, tomate picado, chucrute e maionese caseira. Durante o inverno frio, as Sopaipillas também são um lanche popular servido nas ruas.
- Barros Jarpa: Queijo grelhado e presunto no pão branco, parente do misto quente brasileiro. Recebeu o nome do ministro chileno Ernesto Barros Jarpa.
- Barros Luco: Queijo grelhado e carnes no pão branco. Nomeado em homenagem ao presidente chileno Ramón Barros Luco (presidente de 1910 a 1915).
- Churrasco Italiano (italiano): Batizado com as cores da bandeira italiana (tomate vermelho, maionese branca e abacate verde amassado), é um sanduíche de carne com cobertura de tomate, abacate e maionese.
- Chacarero: como o churrasco normal, mas com feijão verde e tomate.
- Choripán: chorizo ou longaniza no pão, que no Chile costuma ser um pedaço de marraqueta.
- Completo: Cachorro-quente com tomate, abacate, salsa americana (uma mistura de pepino em conserva, cenoura em conserva e cebola) e chucrute (chucrut).
- Italiano: Cachorro-quente com tomate, abacate e maionese.
- Lomito Alemán (Alemão): Sanduíche de carne de porco coberto com tomate, maionese e chucrute, às vezes pode conter picles fatiados.
- Sopaipilla

### Entradas e saladas
- Ensalada Chilena
- Ensalada Chilena Nortina
- Ensalada de pencas
- Ensalada de apio: Salada de aipo, com o aipo descascado picado e temperado com limão, sal e azeite. Também pode conter ovos cozidos.
- Panqueque s verdes: Panquecas em camadas recheadas com vegetais.
- Zapallitos rellenos: Abobrinha recheada.
- Palta reina: Abacate recheado.
- Tomates rellenos: Tomates recheados.
- Tortilla de porotos verdes: Tortilla de feijão verde.

### Cereais e Legumes
As leguminosas têm sido importantes na culinária chilena desde os tempos pré-coloniais, com feijão, lentilha e grão de bico como parte de uma dieta tradicional e geralmente cozidas com arroz, milho doce fresco ou mesmo macarrão (Porotos con rienda)
- Garbanzos com arroz: Grão de bico com arroz cozido em um ensopado.
- Porotos con rienda s (literalmente, “feijão com rédeas”): Um ensopado de feijão e espaguete.
- Porotos Granados con mazamorra: feijão fresco e milho fresco moído.
- Porotos Granados con pilco: Pilco é uma mistura de milho, tomate, cebola, alho, cominho, manjericão, pimenta verde, páprica e abóbora.
- Lentejas com arroz: Ensopado de lentilhas e arroz, geralmente acompanhado de longaniza ou chouriço.
- Arroz graneado: O arroz é um dos acompanhamentos mais populares, no Chile geralmente é frito com um dente de alho e cenoura (Brunoise). Também pode conter pimentão e cebola.
- Arroz con huevo: Arroz graneado e ovos fritos
- Choritos com arroz: Arroz graneado coberto com mexilhões antes de totalmente cozido.

### Massa
A massa é muito comum nas refeições chilenas do dia a dia, mas não é preparada de maneira muito diferente da de outros países, exceto por algumas mudanças no nome e nas formas da própria massa. Molhos à base de bolonhesa, molho branco (bechamel) e creme são os mais comuns.

### Tortillas
- Croquetas de pescado: Bolinhos de peixe, geralmente feitos de atum e chamados de “croquetas de atun”.
- Fritos de coliflor: bolos de couve-flor
- Panqueques: crepes geralmente são comidos com doce de leite ou manjar, mas também podem ser um prato principal, em camadas com vegetais ou em camadas para formar um bolo doce.
- Tortilha: A farinha básica e a tortilha de ovo podem ser misturadas com batatas, couve-flor, ervilhas, vagens, cenouras, frutos do mar e muitos outros ingredientes.
- Sopaipillas: também podem ser descritas como tortilhas.
- Chapalele
- Milcao

### Empanadas
Empanadas são comuns em muitas culturas com nomes diferentes. No Chile, as empanadas podem ter recheios distintos e também podem ser cozidas de maneiras incomuns para dar-lhes um sabor e formato muito distintos. Por isso, os vendedores de empanadas no Chile (seja um restaurante, quiosque, feira, etc.) sempre especificam se suas empanadas são fritas ou assadas.
Os recheios mais populares são
- Pino (carne e cebolas)
- Queijo e, mais recentemente, presunto e queijo.
- Frutos do mar (mistura de mexilhões, amêijoas e outros moluscos).
- Cebola, chamadas Empanadas Pequenes.
- Camarão
- Queijo, manjericão e tomate.

### Pães
Os chilenos são um dos maiores comedores de pão do mundo; segundo depois dos alemães, na verdade. Os chilenos comem pão no café da manhã, almoço (como acompanhamento ou aperitivo), na colação ou jantar. O pão de “uma vez” deve ser o mais fresco possível, de preferência comprado ainda quente na padaria local.

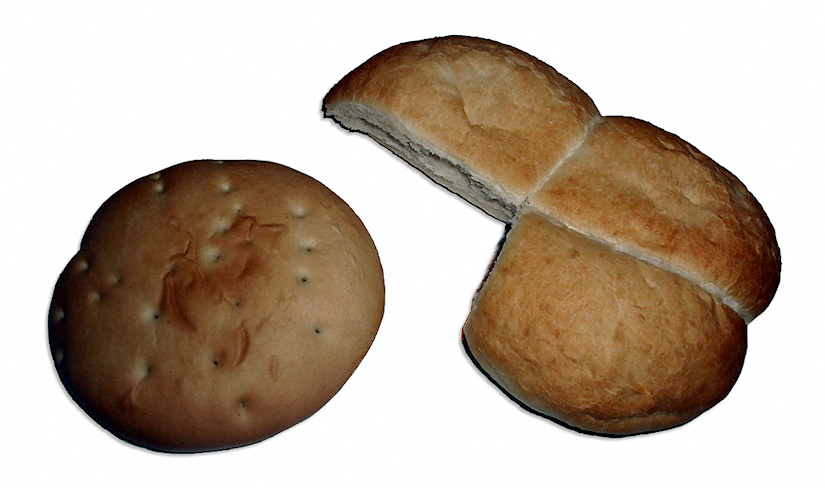
Pães Chilenos Hallulla e Marraqueta

- Marraqueta, também denominado Pan Batido ou Pan Frances: um alimento básico em qualquer casa, a marraqueta é um tipo de pão simples que se caracteriza por ter uma crosta estaladiça e um interior macio e arejado. Marraqueta e abacate amassado são os elementos mais comuns nas colações.
- Hallulla
- Pan amasado
- Pan de huevo
- Coliza: Este pão é retangular ou em forma de diamante com uma parte superior plana. O pão é feito de camadas e camadas de massa e pode ser facilmente separado. Também parece que o pão está dobrado várias vezes.[14]
- Dobladas: Semelhante às colizas, feitas de massa gordurosa e pesada, porém dobrada em triângulos.
- Pan con chicharrones
- Tortilla de rescoldo

### Salsas (molhos)
- Pebre
- Chancho en Piedra
- Salsa verde : Salsa, cebola, sumo de limão e vinagre branco, finamente picado ou misturado.
- Salsa Americana : Puré de pepinos, cebolas em conserva e cenouras em conserva.

### Pratos de carne
A carne é muito importante na culinária chilena e para muitos chilenos é ingrediente essencial em todos os jantares ou almoços. De acordo com estudos, o consumo per capita de carne chilena (incluindo aves, bovinos e suínos) dobrou nas últimas duas décadas enquanto o consumo de frutos do mar diminuiu.
- Cazuela: Esta sopa / ensopado pode conter aves, bovinos, suínos, borrego ou cabra.
- Assado: os churrascos também podem conter aves, bovinos, suínos, cordeiro ou cabra.
- Carne al disco ou asado al disco: carne preparada em um disco sobre uma fogueira.[16]

Pratos de aves
O frango é a carne mais comum das aves e é um ingrediente de pratos tradicionais como Asado, Pastel de Choclo e Cazuela. Embora nos últimos anos o peru tenha se tornado popular, não é exatamente uma tradição. O pato raramente é consumido nas regiões centro e norte, mas pode ser popular no interior do sul.
- Pollo arvejado: Caçarola de frango e ervilha.
- Pollo al Cognac: Ensopado de frango cozido lentamente com bastante conhaque e vinho branco.

Pratos de carne

Embora a carne bovina importada esteja disponível de outros países latino-americanos, os chilenos preferem a carne produzida localmente. O gado chileno é alimentado com capim rico em minerais e geralmente produzido em pequenos rebanhos em pequenas fazendas, em vez de ser produzido em massa e engordado com milho, como em alguns outros países. Isso produz uma carne mais magra, mas como é a gordura do tecido muscular que torna a carne macia, também a torna mais dura. Junto com o asado, cazuela e empanadas mencionados anteriormente, outros pratos de carne chilena incluem:
- Niños envueltos (literalmente, “crianças embrulhadas”): Este prato de nome peculiar contém vegetais e outros ingredientes embrulhados em fatias finas de carne.
- Crudos
- Lomo a lo pobre / Bistec a lo pobre: Carne (bife ou lombo respectivamente) com batatas fritas, cebolas fritas e ovos fritos.
- Tapapecho a la cacerola: Tapapecho caçarola, semelhante a entrecôte; também conhecido como Pescetto.
- Chorrillana
- Carne mechada
- Arrollado de Malaya

Pratos de carne de porco
- Arrollado de chancho e Arrollado Huaso: carne de porco cozida, condimentada e amarrada.
- Queso de cabeza (literalmente, “queijo de cabeça”): Espécie de pudim com consistência gelatinosa feito de partes moles de cabeça de porco.
- Longaniza
- Chouriço
- Chicharron: Pedaços de carne fritos e gordura.
- Prietas con Papas Cocidas: uma linguiça de sangue com batatas cozidas.
- Estofado de chancho: Ensopado de Porco.
- Patas de chancho Rebozadas: Pés de porco cozidos com ervas, acompanhados de pebre e pão.
- Pernil con papas cocidas: Coxa de porco assada com batatas cozidas e geralmente acompanhada de chucrute.

### Pratos de cordeiro e cabra
Esta rica proteína não é comumente consumida em grande parte do Chile, mas é muito popular na Patagônia entre os habitantes locais e turistas.
- Cordero al palo: Outro prato característico das regiões meridionais - um cordeiro assado na fogueira. Nas regiões do Norte são preparados pratos semelhantes, mas com cordeiros jovens, os cabritos.

Pratos de carne de coelho
- O conejo escabechado é provavelmente o prato de coelho mais popular. O coelho é cozido em uma caçarola com azeite, vinagre, cebola e alho.

O coelho também pode ser preparado como:
- Conejo al horno: assado
- Estofado de conejo: cozido

### Pratos de intestinos (miúdos)
- Guatitas: Estômago de boi
- Lengua con salsa tártara: Língua de boi
- Panitas: Fígado
- Bistec de Panitas: bife de fígado
- Riñones al Jerez (vinho): rim e xerez
- Ubres asadas: úberes torrados rapidamente
- Queso de cabeza (queijo de cabeça): Uma espécie de pudim com consistência gelatinosa feito das partes moles de uma cabeça de porco.

### Vários ensopados
- Ajiaco
- Carbonada
- Guiso de acelga: ensopado que leva acelga
- Charquicán
- Charquicán de cochayuyo

### Peixes e mariscos
Os chilenos apreciam todos os tipos de frutos do mar, às vezes preparados crus com limão, coentro e cebola, ou simplesmente na concha com suco de limão e um copo de vinho branco. Os mercados de frutos do mar são comumente encontrados em vilas de pescadores.
Peixe
- Reineta a la plancha: reineta grelhada
- Caldillo de congrio
- Caldillo de pescado: como caldillo de congrio, mas feito com qualquer outro peixe.
- Pescado frito: Peixe frito com manteiga; pode ser congrio, merluza ou outros.
- Ceviche
- Corvina al horno: Uma corvina inteira recheada com queijo, tomate e longaniza, assada.
- Salmão Defumado
- Jurel: Comido em salada ou como um substituto mais barato do atum.

Marisco
- Almejas al matico
- Camarón de mar
- Camarón de río (Caridea)
- Cangrejo ou Jaiba: pode ser preparado em uma torta feita com a carcaça de caranguejo, como recheio de torta, cozido no vapor ou até mesmo assado na churrasqueira.
- Centolla
- Choritos (mexilhões) en Salsa verde
- Choros zapato (mexilhões): “Mexilhões sapato” são como mexilhões normais, porém maiores (tamanho de um sapato).
- Langostas de Juan Fernández (lagostas das Ilhas Juan Fernández)
- Ostras
- Vieiras
- Piures
- Picorocos
- Empanada de mariscos: Empanadas de frutos do mar
- Macha s à la parmesana: Lingueirão assado com queijo parmesão e vinho branco.
- Choritos al vapor: mexilhões cozidos no vapor
- Chupe de mariscos
- Consomé de locos
- Locos abalone chileno
- Mariscal
- Pastel de jaibas: Torta de Caranguejo
- Cholgas al Alicate: Conchas de mexilhão recheadas com arame fechado.
- Chupe de Locos: Caranguejo ou qualquer outro marisco pode ser usado nesta receita.

## Doces, bolos e sobremesas

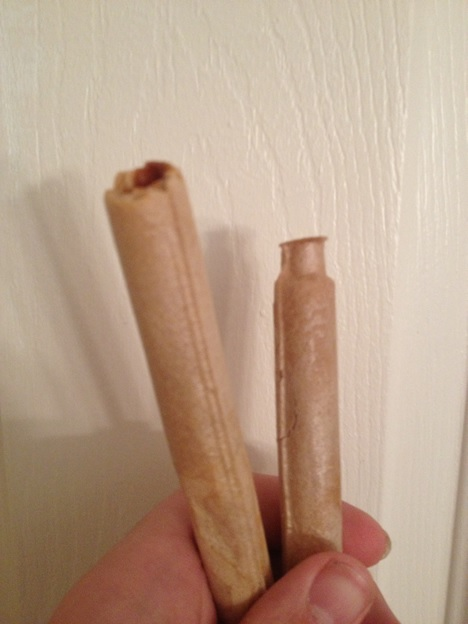
Dois cuchuflíes

Existem muitos tipos diferentes de bolos no Chile e a panificação doméstica é uma alternativa popular para a padaria. Estas são as variedades mais comuns:

No Chile, a maioria das sobremesas e doces incluem doce de leite, conhecido como manjar.
- Alfajor: Uma espécie de biscoito recheado com manjar.
- Tortas: Pão de ló em camadas, recheado com chantilly, creme patissière, doce de leite e frutas. A esponja deve ser bem leve e úmida, podendo ser coberta com mais chantilly ou merengue. Este é o tipo de bolo mais comum para aniversários.
- Queques: Bolo mais pesado e seco, sem camadas e geralmente coberto com açúcar de confeiteiro.
- Pasteles: como uma torta, mas menores em tamanho, geralmente quadrados.
- Tartaletas: Como uma torta coberta de frutas.
- Torta três leches
- Pan de huevo
- Cuchuflí: Tubo de massa esponjoso, recheado com manjar.
- Barquillo: Uma espécie de wafer, em forma de tubo.
- Berlines
- Kuchen
- Pie de Limon: torta de limão

## Nova Culinária Chilena
A produção de alimentos é um dos principais produtos de exportação da economia chilena e, nos últimos anos, o governo chileno, junto com as indústrias de alimentos, restaurantes e agricultura, tem feito esforços para promover a culinária e a produção chilena em todo o mundo. A gastronomia chilena também evoluiu, crescendo em quantidade e qualidade, com uma nova onda de classes médias prósperas dispostas a pagar mais, comer fora com mais frequência e exigir maior qualidade. A nova tendência gastronômica leva receitas e produtos tradicionais e usa técnicas modernas para produzir pratos que visam ser mais acessíveis aos visitantes estrangeiros.